# Gerhard Bohne
Gerhard Bohne (Brunswick, 1er juillet 1902 - 8 juillet 1981) était un juriste allemand, membre de la SA et SS-Hauptsturmführer, qui joua un rôle majeur dans l'extermination des handicapés physiques et mentaux menée par le régime nazi.

## Biographie

### Formation et engagement politique
Fils d'un employé des chemins de fer, Bohne effectue ses études secondaires à Cologne. En 1921, il entame des études de droit. Après avoir réussi son premier examen d'état en 1924, il travaille comme référendaire à Cologne et à Berlin. Il obtient son doctorat en décembre 1928 et est admis au barreau de Berlin en 1930.
Bohne s'engage politiquement au cours de sa scolarité et rejoint le Deutschvölkischen Schutz- und Trutzbund le 27 avril 1920. Le 1er août 1930, il devient membre du parti nazi et de la SA, dont il défend des membres devant les tribunaux, ce qui contribue à construire sa réputation au sein du parti nazi.

### Période national-socialiste
Après l'accession des nazis au pouvoir, Bohne occupe des fonctions à responsabilité dans un des bureaux de la politique juridique du Gau de Berlin.
Le 7 juin 1933, il est condamné à une peine de prison et à une amende de 5 000 RM et à une peine de prison pour trafic de devises.

Bohne rejoint la SS le 14 octobre 1937 après avoir quitté la SA deux ans plus tôt. En 1939, juriste à Cologne, il exerce les fonctions de juge d'instruction et préside plusieurs associations juridiques dont celle des avocats de la défense au sein de la fédération des avocats nazis ; il dirige également la section I du département politico-juridique du parti nazi traitant des droits des citoyens.

### Au sein de l'Aktion T4
Au début de l'automne 1939, Bohne rejoint l'Aktion T4 où il est chargé de mettre en place les procédures bureaucratiques de la sélection, du transport et de l'élimination des victimes, et devient l'adjoint direct de Viktor Brack.  « Décrit comme « un fonctionnaire prussien très convenable et très consciencieux », un exemple type de bureaucrate scrupuleux jusque dans les détails, il était enclin à la précision juridique et au bon ordre administratif ». Bohne prend la direction du bureau central de l'opération et celle de son département administratif. Outre le gestion administrative de l'opération d'extermination, il est chargé de dissimuler son existence à la population allemande et de garder secret le rôle essentiel de la chancellerie du Führer. Il est également actif au sein de la Croix-Rouge allemande.
Fin 1940 ou début 1941, Bohne rédige un mémorandum, notamment destiné à Reinhard Heydrich, pour dénoncer les abus qu'il a constaté au sein du personnel de l'Aktion T4, comme des profits sur la nourriture et l'alcool, des abus d'alcool, des débordements sexuels et l'utilisation privée de véhicules officiels, cette dernière accusation visant expressément Philipp Bouhler. Il accuse aussi nommément Bouhler et Brack d'organiser des orgies avec les secrétaires de l'opération et Brandt d'être « un grand coureur de jupons menant des intrigues avec presque toutes les femmes de la Fondation caritative ». Il insiste particulièrement sur le comportement scandaleux du personnel du centre de mise à mort de Hartheim. Son rapport ne suscitant aucune intervention, Bohne démissionne de son poste de directeur général de l'Aktion T4, poste auquel il est remplacé par Dieters Allen en janvier 1941. « Bohne s'inquiétait principalement de ce que les comportements sexuels scandaleux entre les membres du personnel de l'Aktion T4, par leur ampleur [...] n'entravent l'achèvement de l'opération d'élimination ».
Si le rapport de Bohne fait sensation, notamment parce que certaines des accusations s'avèrent fondées, il suscite des remous et est dénoncé comme exagéré, voire selon l'épouse d'Irmfried Eberl avoir été écrit par un malade. Bohne est traduit devant le tribunal suprême du parti nazi et exclu du parti le 10 août 1943, le verdict du tribunal étant secret.  En décembre de la même année, il est également exclu de la SS.

### Tentatives de procès
Versé dans la Wehrmacht, Bohne est fait prisonnier par les troupes américaines en Italie et est libéré fin 1946. Il retourne ensuite à Cologne puis à Düsseldorf, où il travaille comme assistant juridique dans un cabinet d'avocats.
En 1949 Bohne gagne l'Argentine où il travaille dans une entreprise industrielle puis comme conseiller juridique ; il y collabore la revue des nazis réfugiés dans ce pays, Der Weg. Il revient en Allemagne en 1955 et exerce comme avocat à Cologne et à Düseldorf à partir de juillet 1956. 
Bohne est arrêté et placé en détention provisoire le 10 septembre 1959 ; le 22 mai 1962, le procureur près le tribunal supérieur de Francfort-sur-le-Main reprend dans son acte d'accusation la charge du meurtre délibéré d'au moins 15 000 personnes. Libéré sous caution pour raison de santé le 15 mars 1963, Bohne s'enfuit vers le Danemark puis Zurich avant de se réfugier à nouveau en Argentine à Buenos Aires. Il y est arrêté par la police argentine le 27 février 1964 ; extradé après deux ans de procédure, il est remis à la police allemande le 11 novembre 1966. Les poursuites judiciaires reprennent en 1967, mais elles sont ralenties par plusieurs absences de l'accusé aux audiences pour raisons de santé. Pour ce même motif, les poursuites sont abandonnées le 11 octobre 1968.